# Atelognathus reverberii
Atelognathus reverberii é uma espécie de anfíbio anuro da família Batrachylidae. É considerada em perigo pela Lista Vermelha da UICN. Está presente em Argentina.